# .aq
.aq — в Інтернеті, національний домен верхнього рівня (ccTLD) для Антарктиди.
Будь-яка фізична або юридична особа може отримати безкоштовно домен строком на два роки з можливим продовженням, при умові, що ця особа побувала в Антарктиці, чи представники юридичної особи мають відношення до антарктичних досліджень. Також існує обмеження — «один домен в одні руки».
У домені .aq нараховується близько 211,000 вебсторінок (станом на вересень 2013 року).